# Nekrolog 1730
Nekrolog
◄◄
| ◄
| 1726
| 1727
| 1728
| 1729
| 1730 | 1731 | 1732 | 1733 | 1734 | ► | ►►
Weitere Ereignisse | Allgemeiner Nekrolog 1730
Die Beschreibung der verstorbenen Person sollte so kurz wie möglich gehalten sein und nur deren signifikante Tätigkeit(en) enthalten.
Neue Namen ggf. auch unter dem Geburts- und Sterbedatum, also etwa unter 1. Januar und im Geburts- und Sterbejahr (2024) eintragen (nur bei entsprechender großer Wichtigkeit). Für Beispiele siehe die schon vorhandenen Artikel.
Außerdem über die fünf zuletzt Verstorbenen, zu denen es einen ausreichend guten Artikel für eine Präsentation auf der Hauptseite gibt, nach der todesbedingten Überarbeitung der Artikel ggf. auch unter Wikipedia Diskussion:Hauptseite informieren und sie am besten auch in den anderen Wikipedia-Sprachversionen eintragen. Tipp: Regelmäßig bei news.google.de nach „ist tot“, „gestorben“ oder „verstorben“ suchen.
Wenn eine Person gestorben ist, gibt es viele Seiten zu dieser Person in der Wikipedia, die davon auch betroffen sind und entsprechend aktualisiert werden müssen. Beispiele: Namenübersichtsseite, Geburtsjahr, Geburtsort-Seiten und viele mehr.
Wie finde ich die betroffenen Seiten?
Im Suchfeld auf der linken Seite gibt man den Suchbegriff so ein: „Vorname Nachname“. Dann klickt man auf Volltext und alle Seiten mit entsprechendem Suchtext werden aufgerufen. Hier sieht man dann schnell, wo auch das Todesjahr Sinn macht oder sogar ein Teil des Artikels angepasst werden muss. Auch hilft das „Werkzeug“ auf der linken Seite sehr gut, um solche Seiten aufzufinden: „Links auf diese Seite“. Somit ist die Wikipedia wieder aktuell in allen Bereichen! Hinweis: bei Eintragung der Kategorie „Gestorben JAHR“ wird der Missbrauchsfilter 49 ausgelöst, was jedoch nicht schlimm ist. Siehe: Spezial:Missbrauchsfilter/49
Dies ist eine Liste von im Jahr 1730 verstorbenen bekannten Persönlichkeiten. Die Einträge erfolgen innerhalb der einzelnen Daten alphabetisch sortiert. Tiere sind im Nekrolog für Tiere zu finden.

## Januar
| Tag        | Name                               | Beruf, bekannt als                                                            | Alter | Beleg |
| ---------- | ---------------------------------- | ----------------------------------------------------------------------------- | ----- | ----- |
| 1. Januar  | Samuel Sewall                      | amerikanischer Kaufmann und Richter                                           | 77    |       |
| 2. Januar  | Johann Andreas Frommann            | deutscher Jurist sowie Hochschullehrer und Rektor an der Universität Tübingen | 57    |       |
| 2. Januar  | Andreas Augustin von der Lühe      | königlich dänischer Generalmajor, zuletzt Chef des Leibregiments der Königin  |       |       |
| 3. Januar  | Lukas Schröck                      | deutscher Mediziner und Naturforscher                                         | 83    |       |
| 4. Januar  | Jean-Baptiste-Henri de Valincour   | Schriftsteller und Historiker                                                 | 76    |       |
| 5. Januar  | Heinrich von Focke                 | deutscher Verwaltungsjurist und Domherr                                       | 56    |       |
| 5. Januar  | Alessandro Maffei                  | General der bayerischen Armee                                                 | 67    |       |
| 6. Januar  | Albrecht Herport                   | Schweizer Maler und Ostindien-Reisender                                       |       |       |
| 7. Januar  | Árni Magnússon                     | isländischer Gelehrter                                                        |       |       |
| 11. Januar | Beata Sturm                        | württembergische Pietistin                                                    | 47    |       |
| 12. Januar | Johann Christoph Schwedler         | deutscher lutherischer Theologe und Kirchenlieddichter                        | 57    |       |
| 13. Januar | Johann Ulrich Pregizer IV.         | deutscher Theologe und Historiker                                             | 56    |       |
| 18. Januar | Antonio Vallisneri                 | italienischer Mediziner, Botaniker und Geologe                                | 68    |       |
| 21. Januar | Marco Ricci                        | italienischer Barockmaler                                                     | 53    |       |
| 22. Januar | Robert Douglas, 12. Earl of Morton | schottischer Adliger                                                          |       |       |
| 26. Januar | Henrico Albicastro                 | deutscher Komponist                                                           |       |       |
| 26. Januar | Giovanni Francesco Barbarigo       | italienischer Geistlicher und Kardinal                                        | 71    |       |
| 26. Januar | Elias Keßler                       | deutscher Bildhauer                                                           |       |       |
| 28. Januar | Samuel Strimesius                  | deutscher reformierter Theologe                                               | 81    |       |
| 29. Januar | Johann Sigismund von der Heyden    | preußischer General der Infanterie, Gouverneur von Wesel, Herr zu Ootmarsum   | 73    |       |
| 29. Januar | Peter II.                          | russischer Zar (1727–1730)                                                    | 14    |       |

## Februar
| Tag         | Name                                      | Beruf, bekannt als | Alter | Beleg |
| ----------- | ----------------------------------------- | --- | ----- | ----- |
| 3. Februar  | Kurt Hildebrand von Loeben                | preußischer Generalleutnant und Gouverneur von Kolberg                                                                         | 68    |       |
| 9. Februar  | Johann Georg von Eckhart                  | deutscher Historiker und Bibliothekar                                                                                          | 55    |       |
| 10. Februar | James Johnstone, 2. Marquess of Annandale | schottischer Adeliger |       |       |
| 15. Februar | Anne-Madeleine Rémusat                    | Salesianerin, Mystikerin und Gründerin der Association de l'Adoration perpétuelle du Sacré Cœur de Notre-Seigneur Jésus-Christ | 33    |       |
| 16. Februar | Axel Reenstierna                          | schwedischer Hofrat und Diplomat                                                                                               | 34    |       |
| 17. Februar | Georg Bernhard von Engelbrechten          | schwedischer Jurist, Kanzler für die Herzogtümer Bremen-Verden                                                                 | 71    |       |
| 19. Februar | Hendrina Duim                             | niederländische Schauspielerin und Tänzerin                                                                                    |       |       |
| 21. Februar | Benedikt XIII.                            | Papst (1724–1730) | 81    |       |
| 28. Februar | Michelangelo Tamburini                    | Generaloberer der Societas Jesu (Jesuitenorden)                                                                                | 81    |       |

## März
| Tag      | Name                              | Beruf, bekannt als                                                                             | Alter | Beleg |
| -------- | --------------------------------- | ---------------------------------------------------------------------------------------------- | ----- | ----- |
| 3. März  | Johann Rieger                     | Augsburger Maler und Zeichner                                                                  |       |       |
| 6. März  | Hattori Dohō                      | japanischer Schriftsteller                                                                     |       |       |
| 8. März  | Corbinian Khamm                   | deutscher Benediktiner                                                                         | 85    |       |
| 10. März | Therese Kunigunde von Polen       | Tochter von König Johann III. Sobieski und die zweite Frau von Kurfürst Maximilian II. Emanuel | 54    |       |
| 11. März | Diego Morcillo Rubio de Auñón     | Erzbischof von Charcas und Lima, Vizekönig von Peru                                            | 88    |       |
| 12. März | Johann Heinrich Augustin von Mörs | Priester und Offizial                                                                          |       |       |
| 17. März | Antonín Reichenauer               | böhmischer Komponist des Barock                                                                |       |       |
| 20. März | Adrienne Lecouvreur               | französische Schauspielerin                                                                    | 37    |       |
| 22. März | Benedetto Pamphilj                | italienischer Kardinal und Librettist                                                          | 76    |       |
| 23. März | Karl                              | Landgraf von Hessen-Kassel                                                                     | 75    |       |
| 24. März | Kaspar Andreas von Elmendorff     | deutscher katholischer Domherr in Lübeck                                                       | 71    |       |
| 29. März | Simon Straub                      | deutscher Geigenbauer                                                                          |       |       |

## April
| Tag       | Name                                       | Beruf, bekannt als                                                | Alter | Beleg |
| --------- | ------------------------------------------ | ----------------------------------------------------------------- | ----- | ----- |
| 3. April  | Dietrich von Tettau                        | preußischer Geheimer Etats- und Kriegsminister                    | 76    |       |
| 6. April  | Johann Friedrich von Staffhorst            | württembergischer und kurhannoverscher Verwaltungsbeamter         |       |       |
| 7. April  | Joseph Damian Max von Virmont              | deutscher Adliger                                                 | 22    |       |
| 10. April | Nicolas Chalon du Blé                      | französischer Militär und Diplomat sowie Marschall von Frankreich | 78    |       |
| 12. April | Akakios der Jüngere                        | griechisch-orthodoxer Mönch und Asket                             |       |       |
| 12. April | Friedrich Bernhard Wilhelm von Plettenberg | Domherr in Münster und Paderborn                                  | 34    |       |
| 12. April | Christian Gotthard Wilisch                 | deutscher Mediziner                                               | 28    |       |
| 16. April | Karl Wolfgang Heinrich von Rollingen       | deutscher Adeliger und Domherr                                    | 53    |       |
| 19. April | Maria Amalia von Österreich                | Erzherzogin von Österreich                                        | 6     |       |
| 20. April | Maria Magdalena Bielinska                  | Mätresse von August dem Starken                                   |       |       |
| 21. April | Jan Palfijn                                | flämischer Chirurg und Geburtshelfer                              | 79    |       |
| 23. April | Bernardo Maria Conti                       | italienischer römisch-katholischer Kardinal                       | 66    |       |
| 25. April | Leopold Spiegel                            | deutscher Orgelbauer                                              |       |       |

## Mai
| Tag     | Name                     | Beruf, bekannt als                               | Alter | Beleg |
| ------- | ------------------------ | ------------------------------------------------ | ----- | ----- |
| 9. Mai  | Henning Rudolf Horn      | schwedischer Generalmajor und Reichsrat          |       |       |
| 10. Mai | Sebastian Hyller         | deutscher Benediktinerpater und -abt             | 63    |       |
| 14. Mai | Johann Christian Dauphin | deutscher Orgelbauer                             | 48    |       |
| 19. Mai | Hermann Rodde            | Kaufmann und Bürgermeister der Hansestadt Lübeck | 64    |       |
| 20. Mai | Robert Bootz             | deutscher Zisterzienserabt                       | 79    |       |
| 20. Mai | Robert Lang              | österreichischer Zisterzienser                   | 73    |       |
| 22. Mai | Barbara Kluntz           | deutsche Komponistin                             |       |       |
| 30. Mai | Arabella Churchill       | Mätresse des englischen Königs Jakob II.         | 82    |       |
| Mai     | Leonardo Vinci           | italienischer Komponist des Barock               |       |       |

## Juni
| Tag      | Name                    | Beruf, bekannt als                                               | Alter | Beleg |
| -------- | ----------------------- | ---------------------------------------------------------------- | ----- | ----- |
| 7. Juni  | Johannes von Euböa      | ukrainischer orthodoxer Heiliger                                 |       |       |
| 12. Juni | Jakob Carl Spener       | deutscher Staatsrechtler und Historiker                          | 46    |       |
| 15. Juni | Sophronius Lichud       | griechisch-russischer Philosoph, Theologe und Logiker            |       |       |
| 16. Juni | Johann Sebastian Degler | deutscher Bildhauer                                              |       |       |
| 17. Juni | Hermann Adolph Meinders | deutscher Jurist, Geschichtsschreiber und Historiker             | 64    |       |
| 20. Juni | Gabriel Grupello        | flämischer Bildhauer                                             | 86    |       |
| 21. Juni | Benedikt Höld           | deutscher Benediktiner und Abt                                   | 56    |       |
| 23. Juni | Johann Wolfgang Heberer | deutscher Consulent und Syndicus in Weißenburg in Bayern         | 55    |       |
| 27. Juni | Jobst Hermann von Ilten | kurfürstlich-hannoverscher Offizier, Staatsminister und Diplomat | 80    |       |

## Juli
| Tag      | Name                                   | Beruf, bekannt als                                    | Alter | Beleg |
| -------- | -------------------------------------- | ----------------------------------------------------- | ----- | ----- |
| 1. Juli  | Damian Johann Philipp von Sickingen    | österreichischer General                              |       |       |
| 4. Juli  | Jean-Antoine du Cerceau                | französischer Jesuit, Dichter, Dramatiker und Literat | 59    |       |
| 7. Juli  | La Buse                                | Pirat                                                 |       |       |
| 7. Juli  | Johann Christian Buxbaum               | deutscher Botaniker                                   | 36    |       |
| 9. Juli  | Issachar Berend Lehmann                | Hofjude Augusts des Starken                           | 69    |       |
| 15. Juli | Augustin Belloste                      | französischer Chirurg                                 |       |       |
| 18. Juli | François de Neufville, duc de Villeroy | französischer General und Marschall von Frankreich    | 86    |       |
| 25. Juli | Gottfried Albrecht von Bredow          | preußischer Adliger und Offizier                      |       |       |
| 28. Juli | Arnold Wilckens                        | deutscher Jurist und Hamburger Ratsherr               | 39    |       |

## August
| Tag        | Name                               | Beruf, bekannt als                                                                   | Alter | Beleg |
| ---------- | ---------------------------------- | ------------------------------------------------------------------------------------ | ----- | ----- |
| 1. August  | Heinrich Friedrich Otto            | deutscher Jurist und Historiker                                                      | 38    |       |
| 2. August  | Mattias Steuchius                  | schwedischer Geistlicher, Erzbischof von Uppsala                                     | 85    |       |
| 3. August  | Paul Christian Hilscher            | deutscher lutherischer Geistlicher und Theologe                                      | 64    |       |
| 4. August  | Maria Madlener                     | Opfer der Hexenverfolgung                                                            |       |       |
| 10. August | Sébastien de Brossard              | französischer Komponist, Autor und Musikschriftsteller                               | 74    |       |
| 11. August | André Danican Philidor             | französischer Komponist und Musikarchivar des Barock                                 |       |       |
| 12. August | Benedicta Henriette von der Pfalz  | Herzogin von Braunschweig-Calenberg                                                  | 78    |       |
| 15. August | Johann Adam Schön                  | deutscher Archidiakon, Liederdichter, Autor                                          | 55    |       |
| 17. August | Mauritius Johann Vogt              | böhmischer römisch-katholischer Priester deutscher Nationalität                      | 61    |       |
| 19. August | James Ogilvy, 4. Earl of Findlater | schottischer Politiker und Lordkanzler von Schottland                                | 67    |       |
| 21. August | Ambrosius Bruns                    | Abt des Klosters Grafschaft                                                          | 52    |       |
| 24. August | Jacques Garrigue                   | Juwelier und Kirchenvorstand (Ancien) der Französisch Reformierten Kirche Magdeburgs |       |       |
| 25. August | Patritius von Heydon               | deutscher Augustinerchorherr und der 40. Propst des Klosters Rohr (1682–1730)        |       |       |
| August     | Gottfried Finger                   | mährisch-deutscher Komponist                                                         |       |       |

## September
| Tag           | Name                      | Beruf, bekannt als                                                                  | Alter | Beleg |
| ------------- | ------------------------- | ----------------------------------------------------------------------------------- | ----- | ----- |
| 2. September  | Karl Andreas Redel        | deutscher Geistlicher und Kirchenlieddichter                                        | 66    |       |
| 2. September  | Peter Theodor Seelmann    | ungarischer lutherischer Theologe                                                   | 74    |       |
| 3. September  | Marco Antonio Gilmetti    | böhmischer Baumeister des Barock                                                    |       |       |
| 3. September  | Nicolae Mavrocordat       | Fürst der Walachei und der Moldau                                                   | 50    |       |
| 5. September  | Erdmann Uhse              | deutscher Historiker, Lexikograf und Polyhistor                                     | 52    |       |
| 9. September  | Johann Baptist Gegg       | Weihbischof in Worms                                                                | 66    |       |
| 10. September | Joseph-Guichard Du Verney | französischer Arzt, Anatom und Hochschullehrer                                      | 82    |       |
| 10. September | Johann Caspar von Völcker | deutscher Ingenieur, Architekt, Braunschweiger Festungsbaudirektor und Generalmajor | 75    |       |
| 14. September | Sophia Brenner            | schwedische Schriftstellerin deutscher Abstammung                                   | 71    |       |
| 17. September | Axel Gyllenkrok           | schwedischer Baron und General                                                      | 65    |       |
| 19. September | Johann Heinrich Ulrich    | Schweizer reformierter Pfarrer und Theologe                                         | 64    |       |
| 30. September | Jean-Baptiste Goiffon     | französischer Arzt und Botaniker                                                    | 72    |       |
| September     | Thomas Gould              | irischer Theologe                                                                   |       |       |

## Oktober
| Tag         | Name                            | Beruf, bekannt als                                                                             | Alter | Beleg |
| ----------- | ------------------------------- | ---------------------------------------------------------------------------------------------- | ----- | ----- |
| 1. Oktober  | Nevşehirli Damat İbrahim Pascha | Großwesir des Osmanischen Reiches                                                              |       |       |
| 5. Oktober  | Johann Ludwig von Pincier       | Jurist, königlich dänischer Amtmann, Geheimer Rat und Dompropst                                | 70    |       |
| 12. Oktober | Friedrich IV.                   | König von Dänemark und Norwegen                                                                | 58    |       |
| 15. Oktober | Antoine Laumet                  | französischer Offizier und Abenteurer, Gouverneur von Louisiana                                | 72    |       |
| 15. Oktober | Jean-Baptiste Senaillé          | französischer Violinist und Komponist des Barock                                               | 42    |       |
| 19. Oktober | Paul Anton                      | deutscher evangelischer Theologe                                                               | 69    |       |
| 25. Oktober | Johann Michael Rottmayr         | österreichischer Barockmaler                                                                   |       |       |
| 27. Oktober | Paul Jacob Marperger            | deutscher Publizist auf den Gebieten des Merkantilismus, der Nationalökonomie und Kameralistik | 74    |       |
| 28. Oktober | Johann Heinrich Bürkli          | Schweizer Bürger und österreichischer Feldmarschall                                            | 83    |       |
| Oktober     | Johanna Helena Herolt           | Blumen- und Insektenmalerin und Kupferstecherin                                                |       |       |

## November
| Tag          | Name                                      | Beruf, bekannt als                                                         | Alter | Beleg |
| ------------ | ----------------------------------------- | -------------------------------------------------------------------------- | ----- | ----- |
| 1. November  | Luigi Ferdinando Marsigli                 | italienischer Soldat, Naturwissenschaftler, Politiker, Forschungsreisender | 72    |       |
| 3. November  | Martin Simon Schoultz von Ascheraden      | schwedischer Generalleutnant und Vizegouverneur von Wismar                 | 70    |       |
| 4. November  | Johann Jakob Stevens von Steinfels        | böhmischer Barockmaler                                                     |       |       |
| 6. November  | Hans Hermann von Katte                    | Leutnant der preußischen Armee und Jugendfreund Friedrichs II.             | 26    |       |
| 10. November | Friedrich Georg Göthe                     | Großvater des Schriftstellers Johann Wolfgang von Goethe                   | 73    |       |
| 12. November | Juan de Cabrera                           | spanischer Theologe, Philosoph und Schriftsteller                          | 71    |       |
| 12. November | Friederike Elisabeth von Sachsen-Eisenach | durch Heirat Herzogin von Sachsen-Weißenfels-Querfurt                      | 61    |       |
| 16. November | Thomas Haffenecker                        | Tiroler Baumeister                                                         | 61    |       |
| 21. November | François de Troy                          | französischer Maler und Graveur                                            |       |       |

## Dezember
| Tag          | Name                           | Beruf, bekannt als                                 | Alter | Beleg |
| ------------ | ------------------------------ | -------------------------------------------------- | ----- | ----- |
| 5. Dezember  | Alida Withoos                  | niederländische Illustratorin und Stillebenmalerin |       |       |
| 12. Dezember | John Wentworth                 | englischer Vizegouverneur in Amerika               | 59    |       |
| 21. Dezember | Michail Michailowitsch Golizyn | russischer Feldmarschall                           | 55    |       |
| Dezember     | Alexander Cunningham of Block  | schottischer Jurist, Gelehrter und Schachmeister   |       |       |

## Datum unbekannt
| Tag | Name                           | Beruf, bekannt als                                                      | Alter | Beleg |
| --- | ------------------------------ | ----------------------------------------------------------------------- | ----- | ----- |
|     | Jacques Gouin de Beauchêne     | französischer Kapitän                                                   |       |       |
|     | Johann Christian Böhm          | deutscher Architekt und Kurfürstlich Hannoverscher Baumeister           |       |       |
|     | Benedikt Burtscher             | deutscher Architekt                                                     |       |       |
|     | Patrona Halil                  | osmanischer Aufständischer                                              |       |       |
|     | Michel-Ange Houasse            | französischer Maler                                                     |       |       |
|     | Huang Ding                     | chinesischer Maler                                                      |       |       |
|     | Chaim Kamhi                    | Großrabbiner in Konstantinopel (1677–1715)                              |       |       |
|     | Franz Martin Katterbauer       | böhmischer Bildhauer des Barock                                         |       |       |
|     | Johann von Kesselstatt         | Dompropst in Trier                                                      |       |       |
|     | Philipp Köglsperger            | Baumeister in München                                                   |       |       |
|     | Maria Ursula Lancastro y Abreu | portugiesisch-südamerikanische Abenteurerin                             |       |       |
|     | Gregorio Lazzarini             | italienischer Maler                                                     |       |       |
|     | John Loeillet                  | belgischer Komponist                                                    |       |       |
|     | Ignaz Menzel                   | schlesischer Orgel- und Klavierbauer                                    |       |       |
|     | Nedîm                          | osmanischer Dichter                                                     |       |       |
|     | Andrea Palma                   | italienischer Architekt                                                 |       |       |
|     | Sai Setthathirath II.          | König des laotischen Königreiches von Lan Xang                          |       |       |
|     | Johann Hartmann Senckenberg    | deutscher Arzt, Friedberger Bürgermeister und Frankfurter Stadtphysicus |       |       |
|     | Olof Strömstierna              | schwedischer Offizier                                                   |       |       |